# Saint-Pierre-sur-Dropt
Saint-Pierre-sur-Dropt település Franciaországban, Lot-et-Garonne megyében. Lakosainak száma 358 fő (2022. január 1.). Saint-Pierre-sur-Dropt Duras, Taillecavat, Auriac-sur-Dropt, Lévignac-de-Guyenne és Monteton községekkel határos.

## Népesség
A település népessége az elmúlt években az alábbi módon változott:
| Lakosok száma | 282  | 263  | 244  | 254  | 299  | 312  | 338  | 358  | 356  | 358  |
|               | 1968 | 1982 | 1990 | 2006 | 2013 | 2015 | 2017 | 2019 | 2020 | 2022 |